# Стаганович, Александр Леонович
Алекса́ндр Лео́нович Стагано́вич (бел. Аляксандр Лявонавіч Стагановіч, пол. Aleksander Stahanowicz; 25 января 1890 года, деревня Несутычи, Новогрудский уезд Минской губернии, Российская империя — 28 декабря 1988 года, США) — белорусский политический деятель, посол (депутат) Сейма Второй Польской Республики в 1928—1929 годах.

## Биография
Родился в 1890 году в деревне Несутычи (Новогрудский уезд Минской губернии Российской империи, ныне Новогрудский район Гродненской области Республики Беларусь) в семье богатого крестьянина. Вскоре его дед и отец умерли, материальное положение семьи ухудшилось.
Стаганович был призван в российскую армию после начала Первой мировой войны. Во время военной службы был во Франции в составе русского экспедиционного корпуса, воевал на балканском фронте.
В 1925 году Стаганович вступил в Белорусскую крестьянско-рабочую громаду. В 1928 году был выдвинут кандидатом на выборах в Сейм от Белорусского крестьянско-рабочего клуба «Змаганьне». Арестован за два дня до голосования, но был избран депутатом от новогрудского округа по итогам выборов; вступил в должность после вмешательства маршалка Сейма и освобождения из-под ареста. Вскоре был повторно арестован. В 1929 году отказался от мандата в пользу следующего в избирательном списке «Змаганьня», Павла Кринчика, по требованию КПЗБ, поскольку коммунисты стремились подчинить себе «Змаганьне». Стаганович был приговорён польскими властями к 6 годам тюрьмы. Сидел в тюрьме вместе с другими белорусскими парламентариями Польши — Василием Рогулей и Юрием Соболевским. Отбыв срок, работал на своём личном хозяйстве.
Во время нацистской оккупации Стаганович возглавлял новогрудскую Белорусскую народную самопомощь. После Второй мировой войны в эмиграции в Германии, затем в США. Входил в белорусские эмигрантские организации, в том числе входил в епархиальный совет БАПЦ и в Раду БНР, где занимал должность вице-президента с 1957 года.
После смерти Павла Карузо в Вильнюсе в феврале 1988 года Александр Стаганович стал последним живущим депутатом-белорусом Сейма межвоенной Польши. Он умер 28 декабря того же года в США.
В 2009 году в журнале «Запісы БІНіМ» были впервые опубликованы воспоминания Стагановича. В 2011 году их издали отдельной книгой, положившей начало книжной серии «Белорусская мемуарная библиотека».

## Семья
Жена — Мария Стаганович (1898—1995), в браке с 1922 года. Дети:
- Александр-младший (1922—1974).
- Лев (1926[6]—2008).
- Тамара[бел.] (род. 1930).
- Юрий (род. 1942).

Мария, Лев и Тамара также написали воспоминания. Мемуары Марии Стаганович были опубликованы в 2012 году в серии «Белорусская мемуарная библиотека». Воспоминания Тамары Стаганович вышли в 2018 году в серии «Бібліятэка Бацькаўшчыны».
В 2014 году Тамара Стаганович основала премию имени Александра и Марии Стагановичей за литературу нон-фикшн, в том числе мемуары и документальную прозу. Первое вручение премии состоялось в 2015 году. Первое место заняла книга Сергея Дубовца «Майстроўня. Гісторыя аднаго цуду», второе — «Смак беларушчыны» Геннадия Киселёва, третье — «Сечка» Андрея Федоренко.